# محمد باقر ميرزا
مُحَمَّد بَاقِر مِيْرزَا (بالفارسية: محمدباقر میرزا) (12 شوال 995هـ - 3 محرم 1024هـ المُوافق فيه 15 أيلول (سبتمبر) 1587م - 2 شباط (فبراير) 1614م) معروف بِـ«صفي ميرزا» (بالفارسية: صفی‌میرزا) هو ولي عهد الدَّولة الصفويَّة لِلفترة من 1 أكتوبر 1587 إلى 2 فبراير 1614، وهو الابن الأكبر للشَّاهنشاه «عباس الأول» ووالد الشَّاه «صفي الصفوي».